# Thereola
Genre
Synonymes
- Therea Koch & Berendt, 1854 nec Billberg, 1820

Thereola est un genre fossile d'araignées aranéomorphes de la famille des Trochanteriidae.

## Distribution
Les espèces de ce genre ont été découvertes dans de l'ambre de la mer Baltique. Elles datent du Paléogène.

## Liste des espèces
Selon The World Spider Catalog 17.0 :
- †Thereola petiolata (C. L. Koch & Berendt, 1854)
- †Thereola pubescens (Menge, 1854)

## Publications originales
- (en) Petrunkevitch, 1955 : Arachnida. Treatise on invertebrate paleontology, Part P, Arthropoda 2. Geological Society of America, Boulder, and University of Kansas Press, Lawrence, p. 42–162.
- (de) C. L. Koch & Berendt 1854 : Die im Bernstein befindlichen Crustaceen, Myriapoden, Arachniden und Apteren der Vorwelt. Die in Berstein befindlichen Organischen Reste der Vorwelt. Berlin, vol. 1, no 2, p. 1-124.